# Stavrochori
Stavrochori (griechisch Σταυροχώρι (n. sg.) teilweise auch gelistet als Stavrochorio, auf Deutsch etwa ‚Kreuzdorf‘) ist ein Ort auf Kreta mit etwa 160 Einwohnern. Er gehört zur gleichnamigen Ortsgemeinschaft im Gemeindebezirk Makrys Gialos der Gemeinde Ierapetra.

## Lage

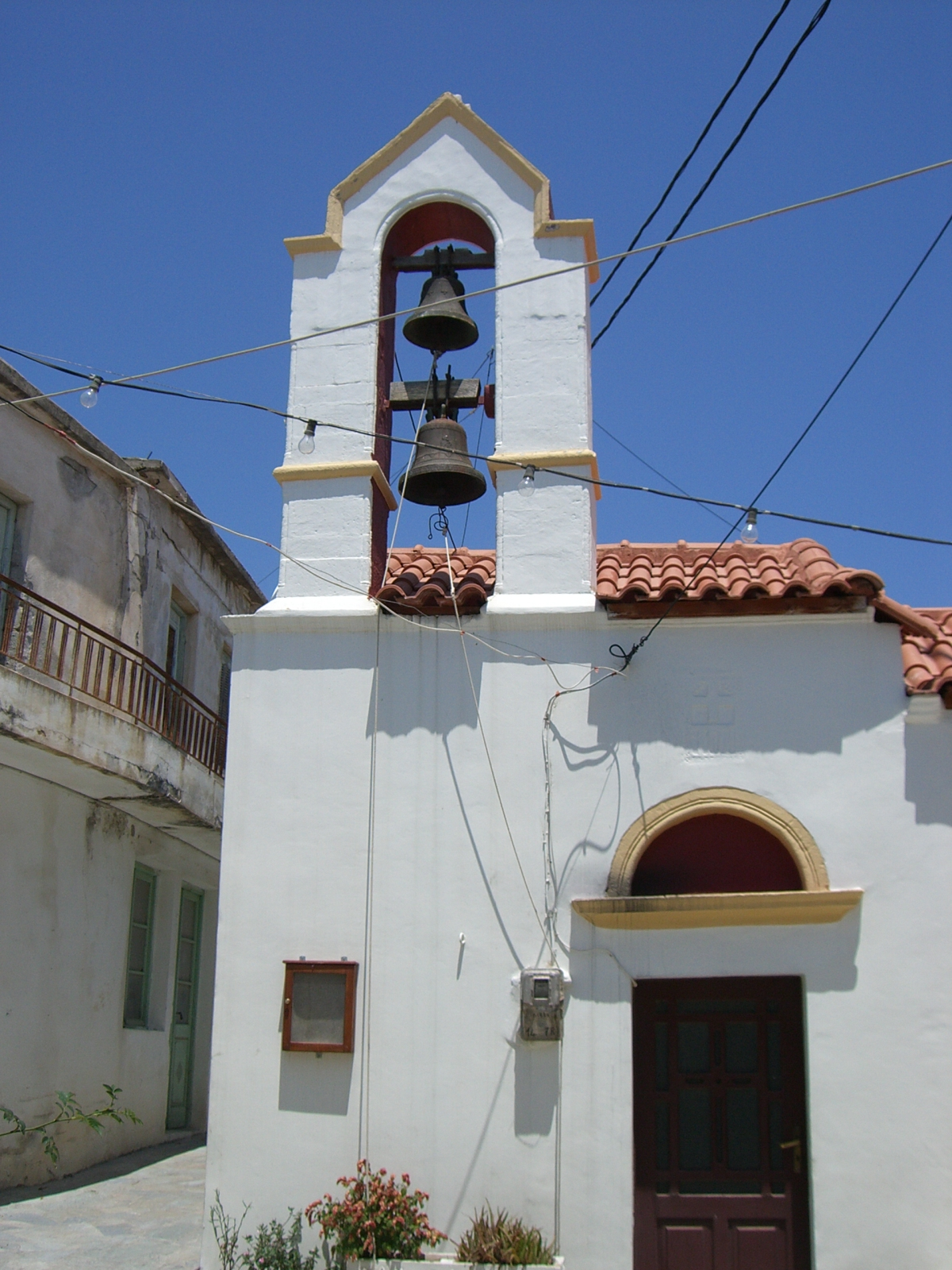
Orthodoxe Kirche

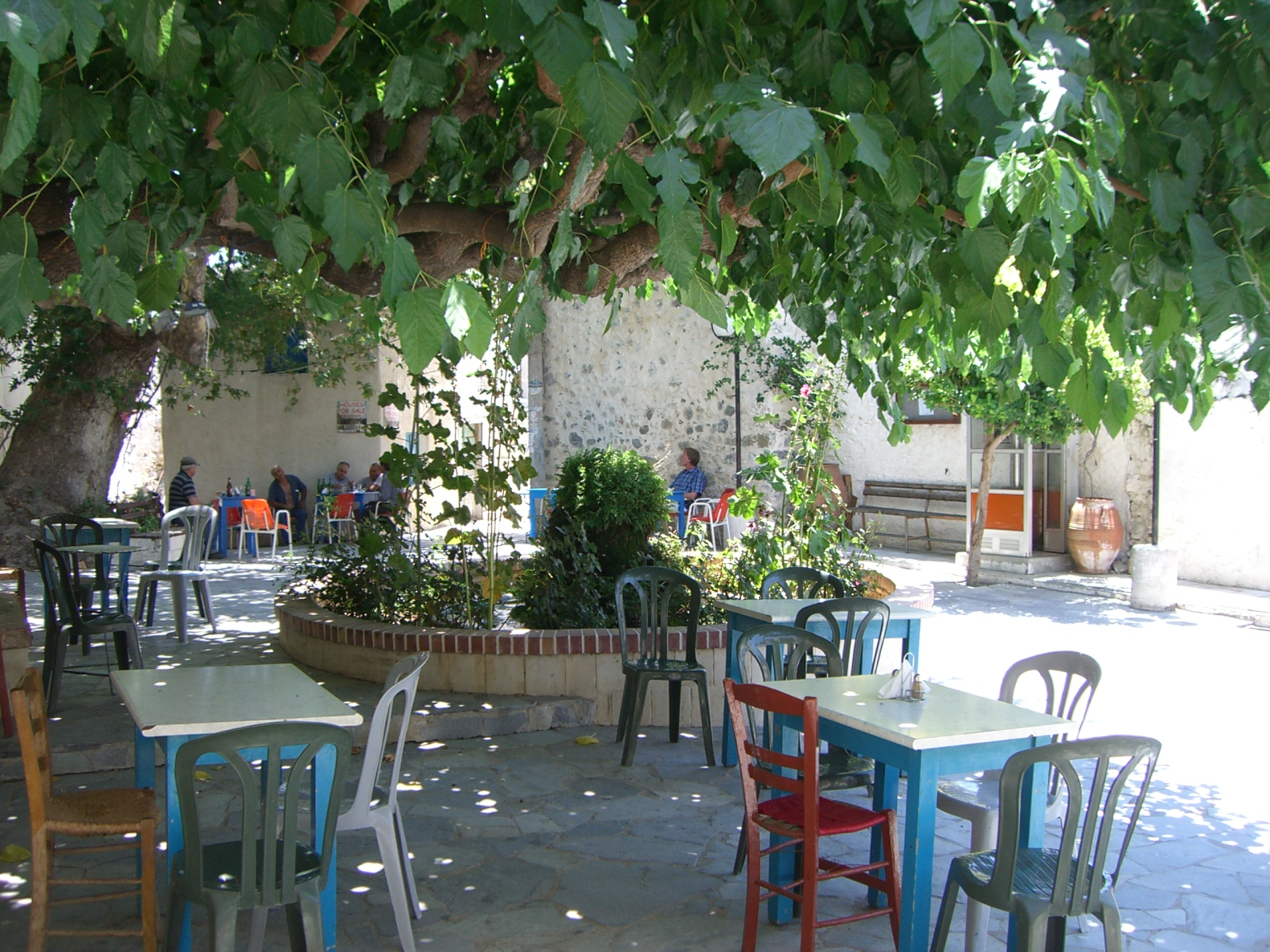
Kafenio

Stavrochori liegt in Ostkreta, etwa 6 km nördlich von Koutsouras an einer Verbindungsstraße von der Süd- zur Nordküste nach Sitia durch die Thripti-Berge. Zusammen mit Koutsouras sowie den Dörfern Lapithos (2 km nördlich) und Tsikkalaria (4 km südlich) bildet Stavrochori einen Gemeindebezirk mit 1.016 Einwohnern.

## Infrastruktur
Der ursprünglich größere Ort weist zahlreiche verlassene Gebäude auf. Im Ort befinden sich noch eine Taverne und eine Kirche, etwas außerhalb eine kleine Kapelle. Die Versorgung der Bevölkerung wird durch fahrende Händler erledigt.